# Паркс, Тревин
Тревин Маркел Паркс (англ. Trevin Marcel Parks; род. 26 мая 1991, Хикори, штат Северная Каролина, США) — американский и казахстанский профессиональный баскетболист, играющий на позиции разыгрывающего защитника. Выступает за баскетбольный клуб ЭТА.

## Карьера

### Колледж
Паркс начал свою карьеру в Университете Северной Каролины в Шарлотте, где провёл только 1 сезон. В следующем году, несмотря на интерес несколькими студенческими командами І дивизиона, Паркс из-за правил NCAA (где говорилось о том, что игрок может просидеть год в скамейке запасных без игровой практики) перешёл в команду Университета Джонсона К. Смита, игравший в то время во ІІ дивизионе.
Во втором курсе, Паркс в команде за игру зарабатывал 21.3 очка, 4.4 подбора и 2.7 передач. В том же году Тревин стал первым игроком в истории университета Д. К. Смита, ставшим игроком года CIAA. В следующем сезоне Паркс зарабатывал 22 очка и 3.8 подбора, после 25 очков и 4.1 передачи. В тех сезонах Тревин становился участником Матча всех звёзд ІІ дивизиона.

### Профессиональная карьера
После получения высшего образования Паркс посетил тренировки «Шарлотт Хорнетс», «Орландо Мэджик» и «Бруклин Нетс», однако, несмотря на это Паркс не был вызван в драфт НБА 2013 года. 31 июля 2014 года Тревин подписал свой первый профессиональный контракт с немецким «Шальке 04».
2 февраля 2016 года Паркс был приобретен «Делавэр Эйти Севенерсом», игравшим в Лиге развития НБА. На следующий день, Тревин дебютировал за клуб, в матче против «Эри Бэйхокс», где его команда проиграла со счётом 100-97. В том матче Паркс заработал 2 очка и 1 подбор. 19 февраля «Делавэр» расторг контракт с Парксом.

## Личная жизнь
Паркс — сын Инеши Паркс и Тайрона Рея. Его дядя, Патрик Тейт, был профессиональным футболистом, игравшим за команду Северной Каролины.

## Достижения
- Обладатель Кубка Кипра: 2018